# Jack Warden
Jack Warden, all'anagrafe John Warden Lebzelter Jr. (Newark, 18 settembre 1920 – New York, 19 luglio 2006), è stato un attore statunitense.

## Biografia
Di origine familiare tra i tedeschi della Pennsylvania e gli irlandesi, Warden nacque a Newark (New Jersey), figlio di Laura M. Costello e John Warden Lebzelter, tecnico ingegnere. Cresciuto a Louisville (Kentucky), fu espulso dalle scuole superiori e intraprese la carriera di pugile con il nome di Johnny Costello. Combatte 13 incontri nei pesi welter, ma con scarso successo economico.
Dopo aver fatto anche il paracadutista, intraprese la carriera di attore a partire dal 1951, col nome di Johnny Costello, dal cognome della madre. Nel 1958 sposò l'attrice Wanda Ottoni, da cui ebbe un figlio, Christopher; i due si separarono nel 1970, ma non divorziarono mai. Ottenne due candidature al premio Oscar al miglior attore non protagonista, nel 1975 per il film Shampoo e nel 1978 per il film Il paradiso può attendere.
Morì nel 2006, a 85 anni, per insufficienza cardiaca e renale e il suo corpo venne cremato.

## Filmografia parziale

### Cinema
- Il comandante Johnny (You're in the Navy Now), regia di Henry Hathaway (1951)
- Da qui all'eternità (From Here to Eternity), regia di Fred Zinnemann (1953)
- La notte dello scapolo (The Bachelor Party), regia di Delbert Mann (1957)
- La parola ai giurati (12 Angry Men), regia di Sidney Lumet (1957)
- Nel fango della periferia (Edge of the City), regia di Martin Ritt (1957)
- Commandos (Darby's Rangers), regia di William A. Wellman (1958)
- Mare caldo (Run Silent, Run Deep), regia di Robert Wise (1958)
- L'urlo e la furia (The Sound and the Fury), regia di Sidney Lumet (1959)
- Quel tipo di donna (That Kind of Woman), regia di Sidney Lumet (1959)
- Svegliami quando è finito (Wake Me When It's Over), regia di Mervyn LeRoy (1960)
- Fuga da Zahrain (Escape from Zahrain), regia di Ronald Neame (1962)
- I tre della Croce del Sud (Donovan's Reef), regia di John Ford (1963)
- La sottile linea rossa (The Thin Red Line), regia di Andrew Marton (1964)
- L'affare Blindfold (Blindfold), regia di Philip Dunne (1965)
- Addio Braverman (Bye Bye Braverman), regia di Sidney Lumet (1968)
- The Sporting Club, regia di Larry Peerce (1971)
- Chi è Harry Kellerman e perché parla male di me? (Who Is Harry Kellerman and Why Is He Saying Those Terrible Things About Me?), regia di Ulu Grosbard (1971)
- L'uomo che amò Gatta Danzante (The Man Who Loved Cat Dancing), regia di Richard C. Sarafian (1973)
- La mia pistola per Billy (Billy Two Hats), regia di Ted Kotcheff (1974)
- Soldi ad ogni costo (The Apprenticeship of Duddy Kravitz), regia di Ted Kotcheff (1974)
- Shampoo, regia di Hal Ashby (1975)
- Tutti gli uomini del Presidente (All the President's Men), regia di Alan J. Pakula (1976)
- Sfida a White Buffalo (The White Buffalo), regia di J. Lee Thompson (1977)
- Il paradiso può attendere (Heaven Can Wait), regia di Warren Beatty e Buck Henry (1978)
- Assassinio sul Nilo (Death on the Nile), regia di John Guillermin (1978)
- Il campione (The Champ), regia di Franco Zeffirelli (1979)
- L'inferno sommerso (Beyond the Poseidon Adventure), regia di Irwin Allen (1979)
- ...e giustizia per tutti (...And Justice for All), regia di Norman Jewison (1979)
- Oltre il giardino (Being There), regia di Hal Ashby (1979)
- La fantastica sfida (Used Cars), regia di Robert Zemeckis (1980)
- Giallo in casa Muppet (The Great Muppet Caper), regia di Jim Henson (1981)
- Il pollo si mangia con le mani (Carbon Copy), regia di Michael Schultz (1981)
- Il verdetto (The Verdict), regia di Sidney Lumet (1982)
- Crackers, regia di Louis Malle (1984)
- Aviator - Amore tra le nuvole (The Aviator), regia di George Trumbull Miller (1985)
- Settembre (September), regia di Woody Allen (1987)
- Il presidio - Scena di un crimine (The Presidio), regia di Peter Hyams (1988)
- Alla ricerca dell'assassino (Everybody Wins), regia di Karel Reisz (1990)
- Piccola peste (Problem Child), regia di Dennis Dugan (1990)
- Piccola peste torna a far danni (Problem Child 2), regia di Dennis Dugan (1991)
- Toys - Giocattoli (Toys), regia di Barry Levinson (1992)
- La notte e la città (Night and the City), regia di Irwin Winkler (1992)
- Per legittima accusa (Guilty as Sin), regia di Sidney Lumet (1993)
- Pallottole su Broadway (Bullets Over Broadway), regia di Woody Allen (1994)
- Un amore tutto suo (While You Were Sleeping), regia di Jon Turteltaub (1995)
- Cosa fare a Denver quando sei morto (Things to Do in Denver When You're Dead), regia di Gary Fleder (1995)
- La dea dell'amore (Mighty Aphrodite), regia di Woody Allen (1995)
- Ed - Un campione per amico (Ed), regia di Bill Couturie (1996)
- L'isola in via degli Uccelli (The Island on Bird Street), regia di Søren Kragh-Jacobsen (1997)
- Bulworth - Il senatore (Bulworth), regia di Warren Beatty (1998)
- Dirty Work - Agenzia lavori sporchi (Dirty Work), regia di Bob Saget (1998)
- L'inventore pazzo (Chairman of the Board), regia di Alex Zamm (1998)
- Le riserve (The Replacements), regia di Howard Deutch (2000)

### Televisione
- The Alcoa Hour – serie TV, episodio 1x10 (1956)
- Climax! – serie TV, episodio 2x30 (1956)
- The Kaiser Aluminum Hour – serie TV, episodio 1x14 (1957)
- Bonanza – serie TV, episodio 1x04 (1959)
- Ai confini della realtà (The Twilight Zone) – serie TV, episodi 1x07-1x35 (1959-1960)
- Westinghouse Desilu Playhouse – serie TV, episodio 2x11 (1960)
- Outlaws – serie TV, episodi 1x07-1x08 (1960)
- Carovana (Stagecoach West) – serie TV, episodio 1x05 (1960)
- Scacco matto (Checkmate) – serie TV, episodio 1x19 (1961)
- Bus Stop – serie TV, episodio 1x08 (1961)
- Ben Casey – serie TV, episodi 1x17-2x11 (1962)
- Corruptors (Target: The Corruptors) – serie TV, episodi 1x32-1x33 (1962)
- Going My Way – serie TV, episodio 1x07 (1962)
- Il virginiano (The Virginian) – serie TV, episodi 1x03-3x23 (1962-1965)
- Indirizzo permanente (77 Sunset Strip) – serie TV, episodio 5x25 (1963)
- La grande avventura (The Great Adventure) – serie TV, episodio 1x25 (1964)
- Slattery's People – serie TV, episodio 1x08 (1964)
- The Wackiest Ship in the Army – serie TV, 29 episodi (1965-1966)
- N.Y.P.D. – serie TV, 49 episodi (1967-1969)
- La canzone di Brian (Brian's Song), regia di Buzz Kulik – film TV (1971)
- Ultimo indizio (Jigsaw John) – serie TV, 15 episodi (1976)
- I leoni della guerra (Raid on Entebbe), regia di Irvin Kershner – film TV (1977)
- La gang degli orsi (The Bad News Bears) – serie TV, 26 episodi (1979-1980)
- A.D. - Anno Domini (A.D.), regia di Stuart Cooper – miniserie TV (1985)
- Una cometa a Los Angeles (The Three Kings), regia di Mel Damski – film TV (1987)
- Piccola peste s'innamora (Problem Child 3: Junior in Love), regia di Greg Beeman – film TV (1995)

## Doppiatori italiani
Nelle versioni in italiano delle opere in cui ha recitato, Jack Warden è stato doppiato da:
- Sergio Fiorentini in Tutti gli uomini del presidente, Sfida a White Buffalo, Il paradiso può attendere, Il campione, ...e giustizia per tutti, A.D. - Anno Domini, Pallottole su Broadway
- Renato Mori ne Il presidio - Scena di un crimine, La notte e la città, Per legittima accusa, Un amore tutto suo, Bulworth - Il senatore, Dirty Work - Agenzia lavori sporchi
- Carlo Romano in La notte dello scapolo, La parola ai giurati, Quel tipo di donna, Svegliami quando è finito, Fuga da Zahrain
- Silvio Spaccesi in Giallo in casa Muppet, Il verdetto, Piccola peste, Piccola peste torna a far danni
- Bruno Persa in Nel fango della periferia, Mare caldo, I tre della Croce del Sud, L'affare Blindfold
- Antonio Guidi in Oltre il giardino, Piccola peste s'innamora
- Bruno Alessandro in Crackers, Settembre
- Gianni Musy in Ed - Un campione per amico, Le riserve
- Dario De Grassi in Una cometa a Los Angeles, Cosa fare a Denver quando sei morto
- Vinicio Sofia ne Il comandante Johnny
- Gualtiero De Angelis in Da qui all'eternità
- Mario Pisu in Commandos
- Sergio Graziani in Ai confini della realtà (ep. 1x35)
- Silvano Tranquilli in N.Y.P.D. (1ª voce)
- Franco Odoardi in N.Y.P.D. (2ª voce)
- Roberto Villa in L'uomo che amò Gatta Danzante
- Sandro Tuminelli in Soldi ad ogni costo
- Giorgio Piazza in Shampoo
- Renzo Palmer in La mia pistola per Billy
- Arturo Dominici in Assassinio sul Nilo
- Manlio Guardabassi in L'inferno sommerso
- Marco Mori in La gang degli orsi
- Mario Bardella in Alla ricerca dell'assassino
- Mario Milita in Toys - Giocattoli
- Marcello Tusco in La dea dell'amore
- Dante Biagioni in Piccola peste s'innamora (ridoppiaggio)

## Riconoscimenti
- Premi Oscar 1976 – Candidatura all'Oscar al miglior attore non protagonista per Shampoo
- Premi Oscar 1979 – Candidatura all'Oscar al miglior attore non protagonista per Il paradiso può attendere